# Архімандрит Діонісій (Васильєв)

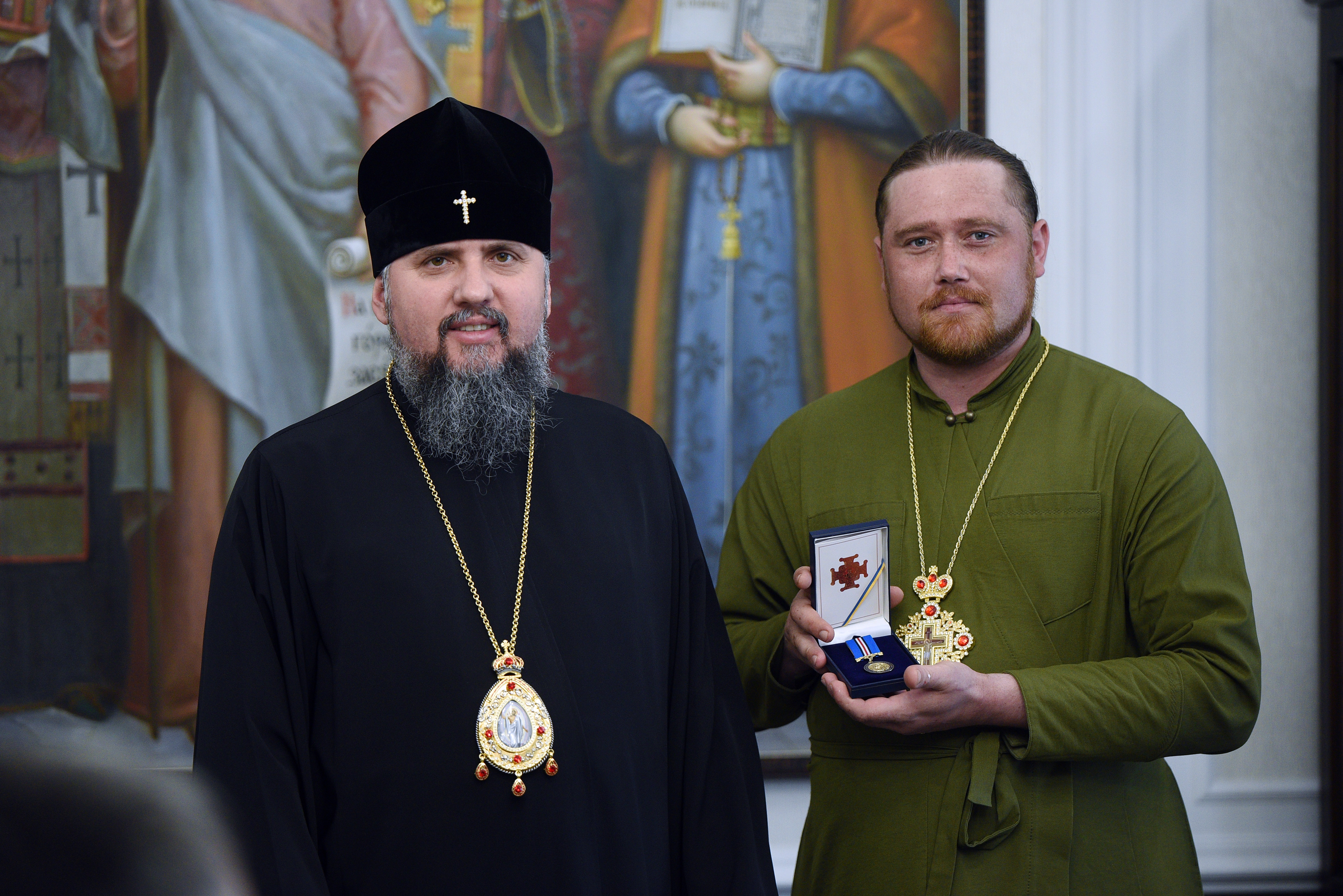
Архімандрит Діонісій (Васильєв)

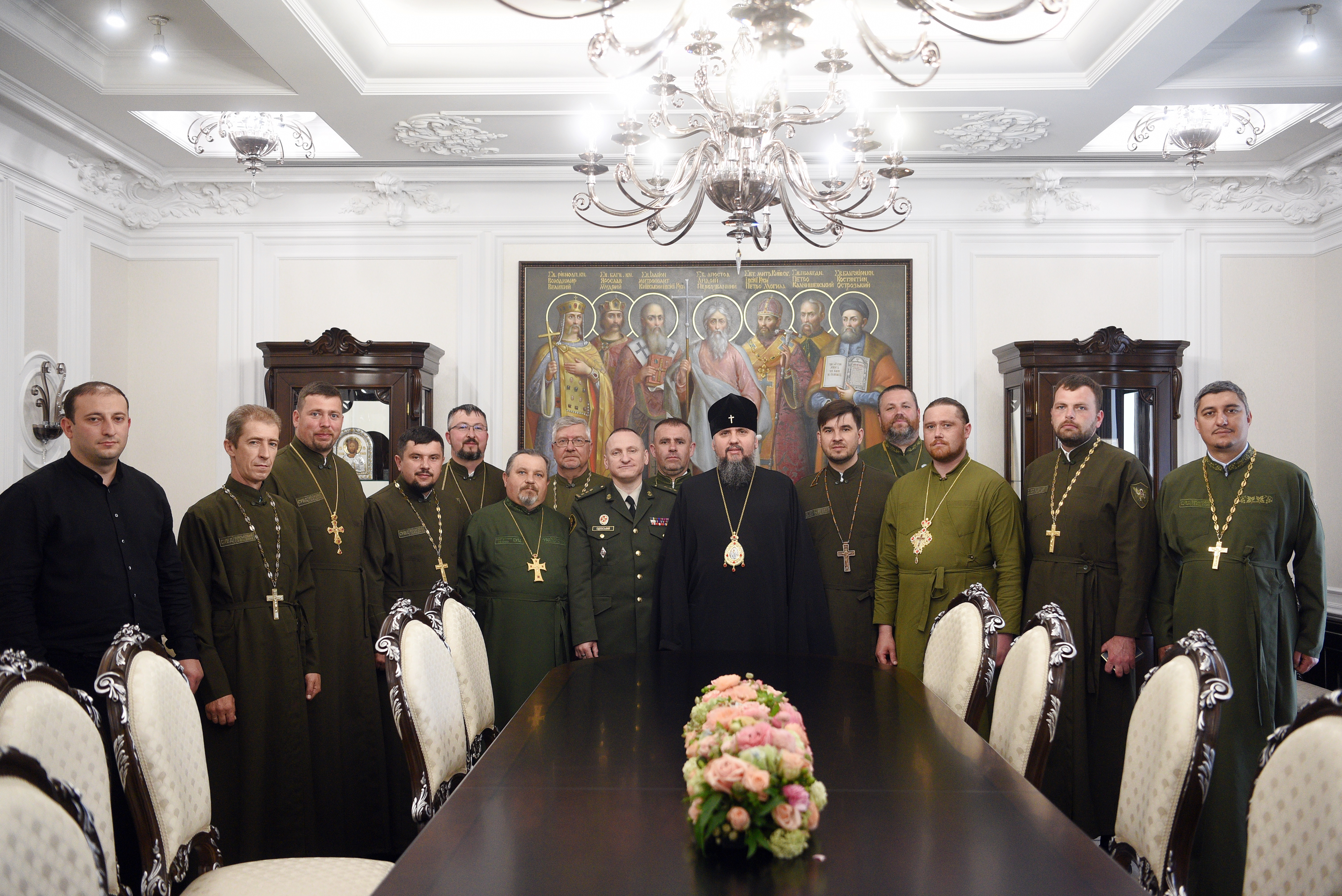
Архімандрит Діонісій (Васильєв)

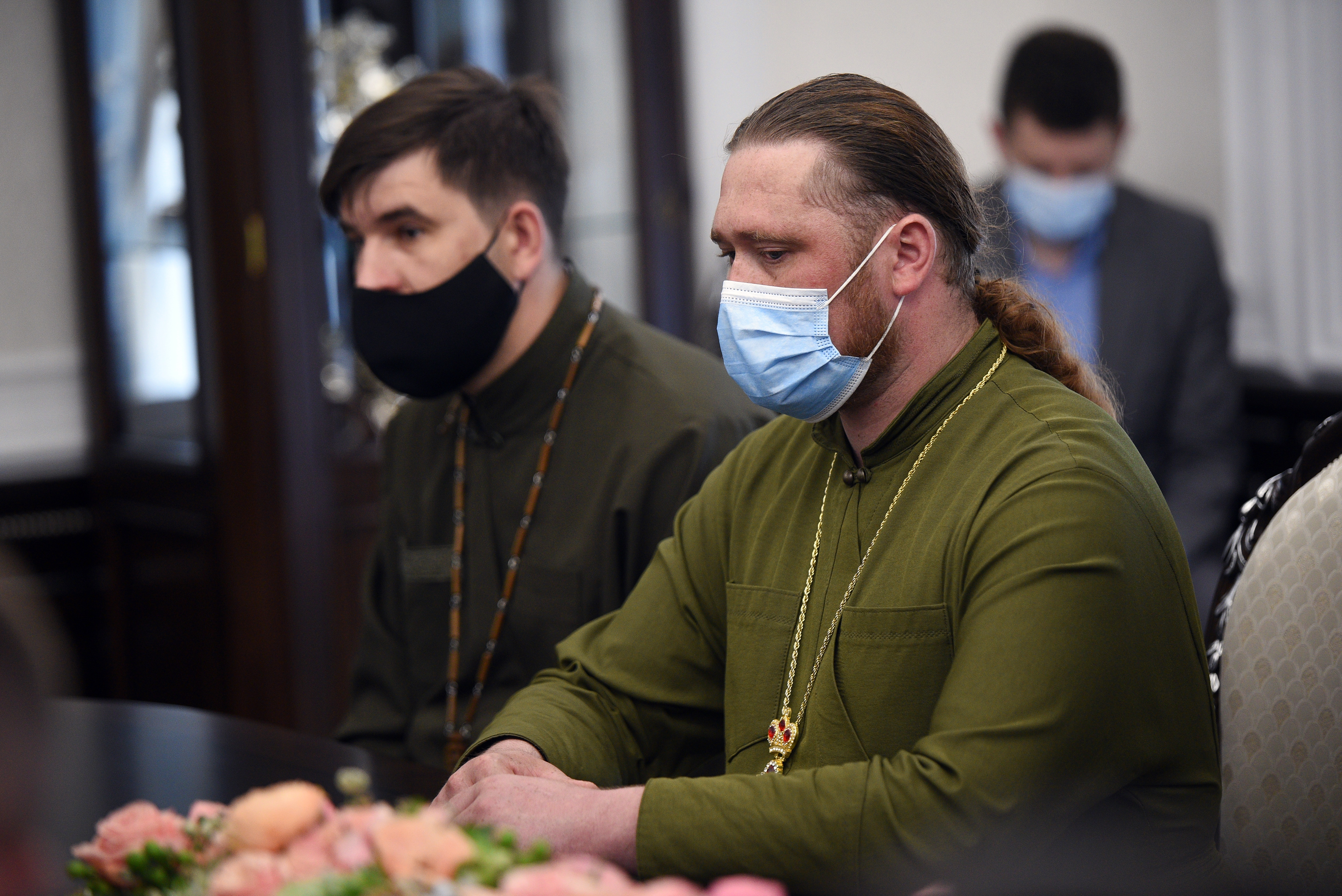
Архімандрит Діонісій (Васильєв)

Діонісій (в миру: Васильєв Євгеній Вікторович; нар. 13 вересня 1987, с. Гожули Полтавського району Полтавської області) — архімандрит , священнослужитель Православної Церкви України (до 15 грудня 2018 року — Української Православної Церкви Київського Патріархату), настоятель Свято-Вознесенської парафії міста Дружківки, Донецька область, Настоятель храму на честь ікони Божої Матері «Пантанаса» ( Всецариця) м. Лиман Донецької області. Начальник служби військового капеланства 18 Словʼянської бригади НГУ.
Нагороджений медаллю ПЦУ «За любов і жертовність до України»
Архімандрит Діонісій (Васильєв) народився 13 вересня 1987 року в с. Гожули Полтавської області Полтавського району в сім’ї робітників, батьки: Васильєв Віктор Федорович – 27.09.1946 – 04.04.2006 років життя; Васильєва Людмила Василівна 13.12.1956 року народження.
В дитинстві виховувався в дитсадочку «Суничка» с. Гожули.
У 1994 році пішов до гожулівської загальноосвітньої школи, де закінчив три роки початкової школи.
У 1997 році переїхав разом з батьками на постійне місце проживання до м. Полтава в приватний двоповерховий будинок, котрий побудували батьки. Восени цього ж року був переведений в навчально-виховний комплекс школу-гімназію №32 м. Полтави, яку закінчив 21 червня 2002 року.
У 2002 році поступив на навчання до Житомирської духовної семінарії, яку закінчив екстерном в 2005 році. Паралельно навчанню в семінарії з 2002 року навчався в Полтавському ПТУ №21 ім. Чепіги за фахом кухар, кондитер, закінчив його в 2005 році кухарем, кондитером 3-го розряду.
З 2005 року працював за фахом кухаря в закладах громадського харчування м. Полтави (ресторан «Апельсин», ресторан «Трактир на Пушкинской», ресторанно-готельний комплекс «Віват Провінція»). За останнім місцем працевлаштування підвищив кваліфікацію до 4-го розряду кухаря, кондитера.
У 2005 році поступив на навчання до «Колегія патріарха Мстислава» УАПЦо, м. Харків, яку закінчив в 2009 році за фахом бакалавр богослов’я.
1 вересня 2005 року поступив на навчання до Київської православної богословської академії (заочний сектор) закінчив навчання в 2011 році за спеціальностями – біблеїстика, богослов’я, церковна історія, місіологія, церковне право.
5 червня 2009 року був рукоположений в сан диякона Високопреосвященнішим архієпископом Житомирським і Овруцьким Ізяславом (Каргою).
11 листопада 2009 року був рукоположений в сан ієрея і архієрейським наказом призначений виконувачем обов’язки намісника Свято-Покровського чоловічого монастиря с. Білки, Попільнянського району, Житомирської області, а також настоятелем двох православних парафій с. Білки і с. Мохначка.
17 серпня 2010 року прийняв чернечий постриг з ім’ям Діонісій, постриг звершив владика Ізяслав (Карга). В цей же день призначений намісником монастиря.
За час намісництва стараннями о. Діонісія було відновлено старовинний 300-літній храм, придбано та відремонтовано братський корпус та консисторію (резиденція намісника). За цей же період при монастирі було створено фермерське господарство, яке мало понад 40 соток городу, яблуневий садок, пасіку, птицю тощо. Монастир опікувався чудотворним джерелом, що знаходиться на окраїні села, де розташована обітель, і до якого з’їжджалися прочани з усієї України. У храмі зберігалися святині: місцешанована чудотворна ікона Божої Матері, старовинний запрестольний хрест, плащаниця Ісуса Христа 17-го сторіччя.
У 2009 році, напередодні свята П'ятидесятниці, відбулося чудо – відновилися розписи старовинного храму, які своїм чудесним явленням привернули увагу багатьох паломників.
За час служіння в монастирі о. Діонісій був нагороджений набедреником, камилавкою і золотим наперсним хрестом (за значний внесок в розбудову монастиря, а також поширення Української Православної Церкви Київського Патріархату на Житомирщині).
У 2011 році поступив на навчання в Чернівецький православний богословський інститут, який закінчив в червні 2015р. за напрямком підготовки "Православне богослів'я та здобув кваліфікацію бакалавра православного богослів'я (теології). Вчитеель богословських дисциплін та предметів духовно-морального спрямування. Богослов-дослідник.
У 2013 році приїхав на Донеччину в м. Дружківка, де 10 червня 2013 року був призначений настоятелем Свято-Вознесенського храму УПЦ КП.
У 2014 році, під час окупації Донбасу потрапив у полон до незаконних російських озброєних угруповань, чудом остався живий. Після звільнення Північного Донбасу займався волонтерською діяльністю – допомагав українськім військовим.
У 2015 році за рішенням Священного Синоду УПЦ КП та наказом Святішого Патріарха Філарета був нагороджений медаллю «За любов та жертовність до України», а також зведений у сан ігумена.
У тому ж році балотувався в депутати Дружківської міської ради.
У 2015 році поступив на навчання в Чернівецький православний богословський інститут, який закінчив в 2017 році і отримав повну вищу освіту за спеціальністю "Православне богослів'я та здобув кваліфікацію магістра православного богослів'я (теології). Викладач богословських, філософсько-релігієзнавчих та суспільнознавчих дисциплін, предметів духовно-морального спрямування. Богослов-дослідник. Педагог, Психолог.
У 2016 році видав власну книгу «Правило до причастя», друкувався в альманасі полтавських письменників «Острови-3», неодноразово друкувався в українській та закордонній періодиці.
Протягом 2016-2019 років був нагороджений медалями: «За служіння Богу та Україні», «За самовідданість», «За гідність та патріотизм», «За плідну працю на землі«, «Сприяння та розвиток».
31 травня 2017 року прийнятий на посаду військового священника (капелана) в 15-й Слов’янський полк НГУ, де працює донині.
У 2017 році отримав посвідчення учасника бойових дій, а також медалі «Ветеран війни» та «Учасник антитерористичної операції», безпосередньо брав участь у бойових діях, як капелан.
У вересні 2017 року поступив на навчання до аспірантури Чернівецького православного богословського інституту, яку успішно закінчив захистивши наукову дисертацію,  отримав вчену ступінь ДОКТОР БОГОСЛО'Я, галузь знань Богослов'я, спеціальність православне богослов'я про що рішення вченої ради набрало чинності з 30 червня 2021р.
У 2020 році був нагороджений Донецькою обласною цивільно-військовою адміністрацією цінним подарунком – наручним годинником.
За часи праці в лавах Національної Гвардії України був нагороджений подячними листами від командувача НГУ Аллерова Ю. В. та начальника Східного ОТУ НГУ Лебідь Ю. А., а також подяками командувачів угрупування “Північ”.
З початку 2020 року до середини 2023 року був співведучим програми «Погляд на Вічне» на хвилях «РадіоМ».
22 травня 2021 року, за заслуги перед Православною Церквою України, возведений у сан архімандрита.
У травні 2021 р. Нагороджений медаллю "За любов та жертовність до України (ПЦУ)" Блаженнішим Митрополитом Київським і Всієї України Епіфанієм (Думенко)
В лютому 2022р., коли розпочалося повномасштабне вторгнення Російської федерації на територію України, отець Діонісій не залишив територію Донеччини, а був мобілізованим до 15-го Слов'янського полку НГУ солдатом, продовжуючи й надалі надавати психологічну та духовну підтримку військовослужбовцям. Станом на 2024 рік архімандрит Діонісій займає посаду начальника служби військового капеланства в 18 Слов'янській бригаді НГУ (колишній 15-й Слов'янський полк) із офіцерським званням — лейтенант капеланської служби.
11 жовтня 2024р. Наказом Головнокомандувача ЗСУ був нагороджений державною відзнакою "Хрест військова честь"
Влітку 2023 року поступив на навчання в Горлівський інститут іноземних мов Державного вищого навчального закладу Донбаський державний педагогічний університет на другий рівень вищої освіти - магістр. Обрав для навчання факультет соціальної та мовної комунікації за спеціальністю Середня освіта(Історія). Психологія.
За період навчання брав участь у міжнародних та всеукраїнських наукових конференціях за результатами конференцій його виступи і наукові сттатті були опубліковані більше ніж у десяти закордонних та вітчизняних наукових виданнях.
31 грудня 2024р. успішно закінчив магістратуру, здобув кваліфікацію: ступінь вищої освіти магістр,  галузьзнань, освіта/педагогіка, спеціальність історія, професійна кваліфікація вчитель історії, викладач закладу фахової передвищої освіти, практичний психолог.
Автор наукової дисертації — "Формування досвіду психологічної підтримки воїнів у діяльності військових капеланів: історичний та психологічний контексти".
27 травня 2025р. отримав військове звання старший лейтенант капеланської служби.
Архімандрит Діонісій являється лауреатом перших премій у міжнародних  та всеукраїнських творчих конкурсах та фестивалях, адже незважаючи на військові дії продовжує писати прозу на військову тематику.
- - Національний фестиваль "Код нації" - перше місце
- - Всеукраїнський літературний конкурс "Моє Слово" - Лауреат 1 ступеня
- - 104 Двотуровий багатожанровий фестиваль-конкурс мистецтв "Зырки нашої України" - Лауреат Гран-Прі премії
- - 105 Двотуровий багатожанровий фестиваль-конкурс мистецтв " VIP покоління" - лауреат 1 премії
- -  4 Всеукраїнський двотуровий фестиваль-конкурс мистецтв "Україна єдина" - лауреат 1 премії
- - 1 Всеукраїнський двотуровий фестиваль-конкурс мистецтв "Мистецькі Скарби" - Лауреат 1та 2 премії
- - 111 Двотуровий міжнародний багатожанровий фестиваль-конкурс мистецтв "Зіркове літо" - Лауреат 1 премії
- - Всеукраїнський Творчий конкурс "Золотий талант України" - Перше місце
- - 104 Двотуровий міжнародний багатожанровий фестиваль-конкурс мистецтв "Гармонія" - Лауреат 1 премії
- - Двотуровий міжнародний багатожанровий фестиваль-конкурс мистецтв " Через терни до зірок" - Лауреат 1 ступеня
- - 2 Всеукраїнський двотуровий конкурс мистецтв "Доля" - Лауреат 1 премії
- - Всеукраїнський патріотичний конкурс мистецтв "Скарб нації" - Лауреат 1 премії
- - 3 Міжнародний конкурс талантів "Євро Літо" - Лауреат 1 премії
- - Двотуровий міжнародний багатожанровий фестиваль-конкурс мистецтв "Ми з України" -  Лауреат 1 ступеня
- - 4 Всеукраїнський двотуровий фестиваль-конкурс мистецтв "Велика родина - моя Україна" - Лауреат 1 та 2 премії
- - 112 Двотуровий міжнарожний багатожанровий фестиваль-конкурс мистецтв "Зіркова Україна" - Лауреат 1 премії
- - 114 Міжнародний багатожанровий двотуровий фестиваль-конкурс мистецтв "Golden fest" - Лауреат 1 премії       Євгеній Вікторович являється сертифікованим психо-терапевтом в методі Біосугестивна терапія. Сертифікат міжнародного зразка. Вдало проводить сеанси, користується довірою та повагою з боку клієнтів.

Зараз займається науковою, просвітницькою, соціальною, благодійною, волонтерською та письменницькою діяльностями. Готується до видання власної збірки віршів, прози, наукових праць та трактатів.
Діяльність о. Діонісія відома не тільки на теренах України, але і далеко за її межами.